# Le Jardin d'acclimatation (roman)
Le Jardin d'acclimatation est un roman de Yves Navarre publié le 1er septembre 1980 aux éditions Flammarion et ayant obtenu le prix Goncourt la même année.

## Résumé
Henri Prouillan, ancien ministre de Charles de Gaulle et veuf septuagénaire, fête avec sa sœur et trois de ses quatre enfants le quarantième anniversaire du fils qui justement ne participe pas aux réjouissances : Bertrand.
Bertrand mène une existence retirée et hagarde à Moncrabeau, la maison de famille des Prouillan, sous la surveillance des gardiens du domaine. Et cela, depuis que son père Henri Prouillan, qui refusait et condamnait l'homosexualité de son fils, l'a contraint à subir une lobotomie.

## Éditions
- Le Jardin d'acclimatation, éditions Flammarion, 1980  (ISBN 2-08-064291-X).
- (en) Cronus' Children, éd. John Calder, 1986  (ISBN 9780714540139).